# Глебово (Мошенской район)
Гле́бово — деревня в Мошенском муниципальном районе Новгородской области.  Входит в Ореховское сельское поселение.

## Расположение
Глебово расположено на берегу Островенского озера.

## История
Существует легенда, согласно которой происхождение топонима «Глебово» (а также названий ряда окрестных деревень, в частности Ягайлова) связано с битвой, якобы произошедшей между Великим князем Литовским Ягайло и местным князем Глебом.
Первое упоминание о Ягайлове встречается в Писцовой книге Бежецкой пятины 1545 года.
До 2010 года Глебово входило в состав ныне упразднённого Чувашевогорского сельского поселения.

## Население
- 1911 — 31 двор, 43 жилые постройки, 207 жителей (95 мужчин, 112 женщин)

| 2010 |
| ---- |
| 13   |